# خدق (مناخة)

تعديل مصدري - تعديل

خدق هي إحدى قرى عزلة حصبان بمديرية مناخة التابعة لمحافظة صنعاء، بلغ تعداد سكانها 241 نسمة حسب تعداد اليمن لعام 2004.